# Тризубець (рослина)
Тризубець (Triglochin) — рід багаторічних зіллястих рослин родини тризубцевих (Juncaginaceae). Відомо 13 видів, поширених майже на всій земній кулі. В Україні два види: тризубець болотяний (Т. palustris L.) і тризубець морський (Т. maritima L.), поширені на вологих луках, вогких солончаках, болотах, берегах водойм тощо. Тризубці добре поїдають тварини, проте у великих кількостях вони можуть викликати отруєння. Насіння використовують як корм для свійських птахів.

## Види
Містить такі види:
- Triglochin alcockiae Aston — Австралія
- Triglochin barrelieri Loisel.
- Triglochin buchenaui Köcke, Mering & Kadereit
- Triglochin bulbosa L.
- Triglochin calcitrapa Hook.
- Triglochin centrocarpa Hook.
- Triglochin compacta Adamson
- Triglochin elongata Buchenau
- Triglochin maritima
- Triglochin palustris
- Triglochin procera — Австралія
- Triglochin striata — Австралія